# Gregg Binkley
Pour les articles homonymes, voir Binkley.
Gregg Binkley est un acteur américain né le 20 mars 1963 à Topeka, en Kansas (États-Unis).